# Alfonso Cano

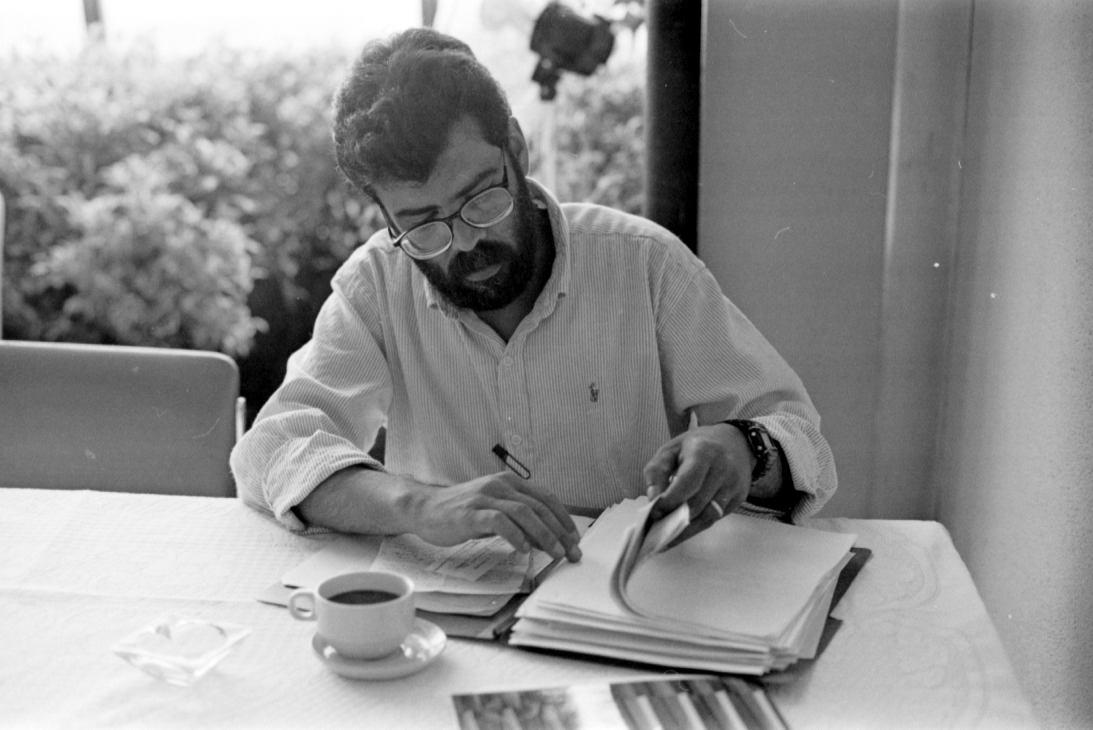
Alfonso Cano

Guillermo León Sáenz Vargas, znany bardziej pod pseudonimem Alfonso Cano (ur. 22 lipca 1948 w Bogocie, zm. 4 listopada 2011 w Suarez w departamencie Cauca) – przywódca organizacji partyzanckiej Rewolucyjne Siły Zbrojne Kolumbii (FARC).

## Życiorys
Pochodził z rodziny klasy średniej. Jako nastolatek dołączył do młodzieżówki komunistycznej. Studiował antropologię i prawo na uniwersytecie w Bogocie. Pod koniec lat 70. dołączył do Rewolucyjnych Sił Zbrojnych Kolumbii (FARC). W latach 80. i 90. reprezentował FARC w rozmowach z rządem. Był założycielem skrajnie lewicowego ugrupowania Boliwariański Ruch dla Nowej Kolumbii. W 2006 roku wyznaczono za niego nagrodę w wysokości sześciu milionów  dolarów. W 2008 roku objął dowództwo w FARC. Został zabity w ataku kolumbijskich sił zbrojnych na obóz FARC w departamencie Cauca.